# Rue de la Cité (Liège)
Pour les articles homonymes, voir Rue de la Cité.
La rue de la Cité est une ancienne rue de commerce de la ville de Liège (Belgique) située à proximité du pont des Arches.

## Toponymie
La rue prend ce nom de rue de la Cité en 1863.

## Histoire
Cette voirie compte parmi les plus anciennes du centre historique de la ville. Depuis au moins une dizaine de siècles, elle est située entre la rue du Pont et En Neuvice venant de la place du Marché, le pont des Arches, le plus ancien ouvrage franchissant le cours principal de la Meuse et les quais de Meuse. C'est à cet endroit qu'un des deux bras de la Légia se jetait dans la Meuse. 

## Description
Cette rue large mais courte possédant de nombreux commerces est très fréquentée par les automobilistes rejoignant le pont des Arches, la rue de la Cathédrale et la rue Léopold. 

## Architecture
L'immeuble au coin de Neuvice date du milieu du XVIIe siècle et est repris à l'inventaire du patrimoine culturel immobilier. Si le rez-de-chaussée a fait l'objet d'une modernisation due au commerce, les étages en pignon coupé érigés en brique avec bandeaux de pierre calcaire ont gardé en général leur aspect original typique de cette époque.

## Voiries adjacentes
- Quai de la Goffe
- Rue du Pont
- En Neuvice
- Rue Pied-du-Pont-des-Arches
- Rue Léopold
- Rue de la Cathédrale